# Häufigkeitsdaten
In der Statistik bezeichnet man als Häufigkeitsdaten die Zusammenfassung der Ausprägungen {\displaystyle a_{1},a_{2},\ldots ,a_{k}} der Werte {\displaystyle x_{1},x_{2},\ldots ,x_{n}} eines Merkmals {\displaystyle X} mit den jeweiligen Häufigkeiten {\displaystyle h_{1},h_{2},\ldots ,h_{k}} bzw. {\displaystyle f_{1},f_{2},\ldots ,f_{k}}.

## Erklärung
Sei {\displaystyle h_{j}=h(a_{j})} die absolute Häufigkeit der Ausprägungen {\displaystyle a_{j}} und damit die Anzahl der Werte für die {\displaystyle x_{i}=a_{j}} gilt und sei {\displaystyle f_{j}=f(a_{j})=h_{j}/n} die relative Häufigkeit von {\displaystyle a_{j}}, d. h. der Anteil der Werte für die {\displaystyle x_{i}=a_{j}} gilt. Die absolute Häufigkeitsverteilung {\displaystyle h_{1},h_{2},\ldots ,h_{k}} und die relative Häufigkeitsverteilung {\displaystyle f_{1},f_{2},\ldots ,f_{k}} fasst man oft in einer Häufigkeitstabelle zusammen. Die Ausprägungen {\displaystyle a_{1},a_{2},\ldots ,a_{k}} zusammen mit den Häufigkeiten {\displaystyle h_{1},h_{2},\ldots ,h_{k}} bzw. {\displaystyle f_{1},f_{2},\ldots ,f_{k}} werden auch als Häufigkeitsdaten bezeichnet.

## Anwendungsbeispiele

### Arithmetisches Mittel für Häufigkeitsdaten
Für Häufigkeitsdaten mit den Ausprägungen {\displaystyle a_{1},a_{2},\ldots ,a_{k}} und den dazugehörigen relativen Häufigkeiten {\displaystyle f_{1},f_{2},\ldots ,f_{k}} ergibt sich das arithmetische Mittel als
{\displaystyle {\overline {x}}=a_{1}f_{1}+a_{2}f_{2}+\ldots +a_{k}f_{k}=\sum _{j=1}^{k}{a_{j}f_{j}}}.

### Empirische Varianz für Häufigkeitsdaten
Für Häufigkeitsdaten mit den Ausprägungen {\displaystyle a_{1},a_{2},\ldots ,a_{k}} und relativen Häufigkeiten {\displaystyle f_{1},f_{2},\ldots ,f_{k}} wird die empirische Varianz wie folgt berechnet
{\displaystyle {\tilde {s}}^{2}=\sum \limits _{j=1}^{k}\left(a_{j}-{\overline {x}}\right)^{2}f_{j}},
mit {\displaystyle {\overline {x}}:=\sum _{j=1}^{k}{f_{j}a_{j}}={\frac {1}{n}}\sum _{j=1}^{k}{h_{j}a_{j}}},